# Shadrach Eghan
Shadrach Kwesi Eghan (* 3. Juli 1994 in Accra, Ghana) ist ein ghanaischer Fußballspieler.